# Droga na Broadway (film)
Droga na Broadway – amerykańska tragikomedia z 1992 roku w reżyserii Paula Bogarta, na podstawie sztuki Neila Simona pod tym samym tytułem.

## Główne role
- Anne Bancroft – Kate Jerome
- Hume Cronyn – Ben
- Corey Parker – Eugene Morris Jerome
- Jonathan Silverman – Stanley Jerome
- Jerry Orbach – Jack Jerome
- Michele Lee – Blanche
- Marilyn Cooper – Pani Pitkin
- Pat McCormick – Spiker
- Jack Carter – Chubby Waters

## Fabuła
Bracia Eugene i Stanley Jerome mieszkają z rodzicami i dziadkiem w Brooklynie. Eugene zaczyna swoją karierę pisarską. Stanley podejmuje się roli jego menadżera. Udaje mu się zdobyć kontrakty dla telewizji, ale to w radiu udaje się umieścić pierwszy wspólny skecz. Jego treść w zabawny sposób pokazuje relacje ich rodziny. To początek ich drogi do sukcesu, a ich celem jest Broadway.

## Nagrody i nominacje
Złote Globy 1992
- Najlepszy aktor drugoplanowy w miniserialu, serialu lub filmie TV – Hume Cronyn (nominacja)

Nagroda Emmy 1992
- Najlepszy aktor drugoplanowy w miniserialu lub filmie TV – Hume Cronyn
- Najlepsza reżyseria miniserialu lub filmu TV – Paul Bogart (nominacja)
- Najlepszy scenariusz miniserialu lub filmu TV – Neil Simon (nominacja)
- Najlepszy aktor drugoplanowy w miniserialu lub filmie TV – Jerry Orbach (nominacja)
- Najlepsza aktorka drugoplanowa w miniserialu lub filmie TV – Anne Bancroft (nominacja)